# Dokumentenmappe (Notfallvorsorge)
Die Dokumentenmappe ist im Rahmen der durch das Bundesamt für Bevölkerungsschutz und Katastrophenhilfe (BBK) herausgegebenen Empfehlung zur freiwilligen persönlichen Notfallvorsorge eine Zusammenstellung aller wichtigen Dokumente, um im Falle eines Notfalls griffbereit zu sein.

## Empfehlungen des BBK im Detail
Das BBK empfiehlt festzulegen, welche Dokumente unbedingt erforderlich sind, und nennt folgende Liste wichtiger Dokumente:
als Original:
- Familienurkunden (Geburts-, Heirats-, Sterbeurkunden) bzw. Stammbuch

im Original oder als beglaubigte Kopie:
- Sparbücher, Kontoverträge, Aktien, Wertpapiere, Versicherungspolicen
- Renten-, Pensions- und Einkommensbescheinigungen, Einkommenssteuerbescheide
- Qualifizierungsnachweise: Zeugnisse (Schulzeugnisse, Hochschulzeugnisse, Nachweise über Zusatzqualifikationen)
- Verträge und Änderungsverträge, z. B. auch Mietverträge, Leasingverträge etc.
- Testament, Patientenverfügung und Vollmacht

als einfache Kopie:
- Personalausweis, Reisepass
- Führerschein und Fahrzeugpapiere
- Impfpass
- Grundbuchauszüge
- sämtliche Änderungsbescheide für empfangene Leistungen
- Zahlungsbelege für Versicherungsprämien, insbesondere Rentenversicherung
- Meldenachweise der Arbeitsämter, Bescheide der Agentur für Arbeit
- Rechnungen, die offene Zahlungsansprüche belegen
- Mitglieds- oder Beitragsbücher von Verbänden, Vereinen oder sonstigen Organisationen

Das BBK empfiehlt, diese Dokumente zusammen in einer Mappe aufzubewahren, an einem Standort, den alle Familienmitglieder kennen sollten. Das BBK rät zudem, Duplikate wichtiger Dokumente digital zu sichern oder bei Freunden, Verwandten, Notaren, Anwälten oder in einem Bankschließfach aufzubewahren.
Medien sprechen in diesem Zusammenhang oft von einem „Notfallordner“.

## Vergleichbare Empfehlungen in anderen Staaten
Der österreichische Zivilschutz empfiehlt, eine Dokumentenmappe als Teil des Evakuierungsrucksackes griffbereit gepackt vorzuhalten.
In den Vereinigten Staaten gibt die Federal Emergency Management Agency eine Checkliste zur Aufbewahrung wichtiger Dokumenten und Wertgegenstände für den Katastrophenfall heraus. Diese nennt unter anderem persönliche Nachweise (Urkunden zu Geburt, Heirat, Scheidung, Adoption und Sorgerecht, den Pass, den Führerschein, die Sozialversicherungskarte, Green Card und Nachweise über Haustiere) sowie finanzielle und medizinische Unterlagen, Kontaktinformationen und Wertgegenstände. Sie empfiehlt eine digitale Speicherung in einem feuer- und wasserfesten Tresor oder in einer Cloud, in verschlüsselter Form, und betont allgemein die feuer- und wasserfeste Aufbewahrung der Dokumente.